# Charles Durkee

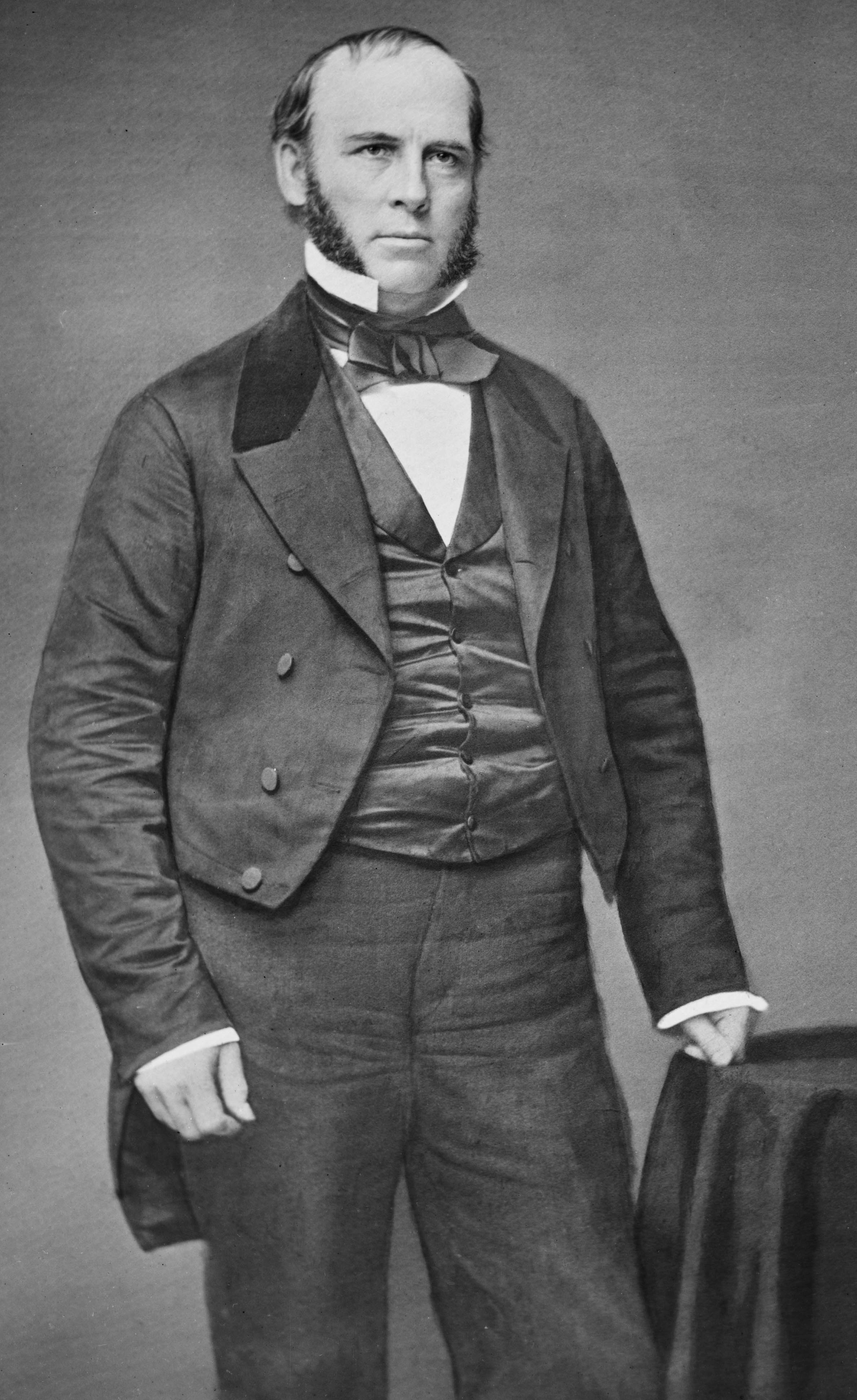
Charles Durkee

Charles Durkee, född 10 december 1805 i Royalton, Vermont, död 14 januari 1870 i Omaha, Nebraska, var en amerikansk politiker. Han representerade delstaten Wisconsin i båda kamrarna av USA:s kongress, först i representanthuset 1849–1853 och sedan i senaten 1855–1861. Han var guvernör i Utahterritoriet 1865–1869.
Durkee studerade vid Burlington Academy. Han flyttade 1836 till Wisconsinterritoriet. Han var ledamot av Wisconsinterritoriets lagstiftande församling 1836–1838 och 1847–1848.
Durkee gick med i Free Soil Party och han representerade Wisconsins första distrikt i USA:s representanthus 1849–1853. Free Soil Party försvann sedan ur den politiska kartan och Durkee kom tillbaka som republikansk senator. Efter amerikanska inbördeskriget var han guvernör i Utahterritoriet. Han avgick från det ämbetet på grund av dålig hälsa. Han dog i Nebraska, medan han var på väg från Utahterritoriet tillbaka hem till Wisconsin.
Durkee var metodist. Hans grav finns på Green Ridge Cemetery i Kenosha.